# 古爾農半島
74°22′S 110°35′W / 74.367°S 110.583°W
古爾農半島（英語：Gurnon Peninsula）是南極洲的半島，長20公里，美國地質調查局根據美國海軍在1947年1月拍攝的高空照片繪製於地圖中，該半島現時受南極條約管理。